# Dirk Hupe
Dirk Hupe (Solingen, 29 maggio 1957) è un ex calciatore tedesco, di ruolo difensore.